# See How They Run (Jugendroman)
See How They Run ist ein Jugendroman des australischen Schriftstellers David McRobbie, der im Jahr 1994 beim Penguin Verlag veröffentlicht wurde.

## Inhalt
Die 15-jährige Emma Cassidy wohnt gemeinsam mit ihrer jüngeren Schwester Nicola, ihrer Mutter Lil und ihrem Vater Don in Manchester. Als sie eines Tages von der Schule nach Hause kommt, müssen sie und die restliche Familie Hals über Kopf ihr Haus verlassen. Der Grund dafür ist das Insiderwissen des Vaters, der als Steuerberater über die kriminellen Machenschaften eines Drogenbosses Bescheid weiß und gebeten wird, vor Gericht auszusagen. Um seine Aussage nicht zu gefährden, wird die Familie in ein Zeugenschutzprogramm aufgenommen und bekommt unter dem Familiennamen Morton eine neue Identität in einer nahegelegenen Stadt. Vor allem für Nicola und Emma, die dadurch ihr geliebtes Zuhause und all ihre Freunde aufgeben müssen, beginnt eine äußerst herausfordernde Zeit, geprägt von der ständigen Angst, dass ihre ursprüngliche Identität entdeckt werden könnte und der Notwendigkeit, andere Personen über ihr früheres Leben im Unklaren zu lassen.
Als der Drogenboss auf Bewährung freikommt, dauert es nicht lange, bis das frühere Haus der Cassidys niedergebrannt wird. Und als kurz darauf auch noch ein Paket in ihrem neuen Heim eintrifft, das ein Foto aus einem ihrer zurückgelassenen Fotoalben enthält, steht für die Cassidys fest, in Dons Heimatland Australien zu emigrieren.
Wieder müssen sich die Mädchen und ihre Eltern an eine neue Umgebung gewöhnen. Und auch wenn sie nun sehr weit von Manchester entfernt sind, bleibt dennoch die stete Angst, auch an ihrer neuen Adresse in Brisbane entdeckt zu werden. Bei einem Ausflug mit ihrem neuen Auto werden die Cassidys von ein paar Halbstarken belästigt. Sofort schwingt das ungute Gefühl mit, dies könne mit ihrer speziellen Situation zu tun haben. Als sie etwas später an einer Raststätte halten, lässt Nicola bei den Autoreifen der Halbstarken die Luft raus und behält sich die Ventilkappen als Souvenir. Mit dem biblischen Ratschlag, auch die andere Wange hinzuhalten, könne sie nämlich nichts anfangen, so ihre Rechtfertigung gegenüber dem Rest der Familie.
Während sich die Kinder an ihr neues Zuhause in Australien und die neue Schule gewöhnen, rückt der Tag näher, an dem ihr Vater vor Gericht aussagen soll. Wohl über Dons ehemaligen Arbeitskollegen, der auf mysteriöse Weise ermordet und wahrscheinlich gefoltert wurde, gelangen die Handlanger des Drogenbosses an die Information, wo Emmas Vater aufgewachsen ist. Und so dauert es nicht lange, ehe Nicola am helllichten Tag auf ihrem Weg zur Schule und vor den Augen von Emma entführt wird. Alles spricht dafür, dass Don daraufhin seine Zeugenaussage fallenlassen wird, um seine Tochter zu retten.
Doch dann erinnert er sich an den Vorfall bei ihrem Autoausflug und an Nicolas damalige Worte und er entschließt sich, in Manchester vor Gericht auszusagen. Über eine harmlos klingende Zeitungsannonce fordert er den Drogenboss heraus. Die Medien springen auf die Story auf, immer mehr Details über die kriminellen Machenschaften kommen zutage und schließlich melden sich auch noch weitere Zeugen zu Wort. Die Anwälte des Kriminellen geben schließlich auf und auch Nicolas Kidnapper suchen das Weite, sodass das Mädchen sich befreien kann. Nicola benötigt zwar einige Zeit, um sich von den Folgen ihrer Entführung zu erholen, doch letztlich wird sie wieder gesund und vor Gericht hat die Wahrheit gesiegt.

## Hintergrund
Ursprünglich wollte McRobbie ein Buch über einen Whistleblower und die Auswirkungen auf seine Familie schreiben. Durch einen Artikel von Alasdair Palmer im britischen Magazin The Spectator (‚The Case of the Vanishing Witnesses‘, 26. März 1994) änderte der Autor seine Idee zu einer Geschichte über eine Familie, die durch das Insiderwissen des Vaters über kriminelle Verwicklungen eines seiner Klienten in ein Zeugenschutzprogramm aufgenommen wird.

## Rezeption
Bridget Haylock schreibt in ihrer Buchrezension: „See How They Run ist ein packender Thriller, der den Leser atemlos die Seiten umblättern lässt. Die Welt der Erzählerin, der 15-jährigen Emma Cassidy und ihrer Familie wird auf den Kopf gestellt. Emmas Vater Don, von Beruf Steuerberater, ist bereit, als Zeuge gegen einen seiner Klienten auszusagen, dem schwerwiegende kriminelle Machenschaften vorgeworfen werden. Was dann kommt, ist eine nerven zermürbend spannende Story.“

## Referenzen
See How They Run ist in dem literarischen Nachschlagewerk 1001 Kinder- und Jugendbücher – Lies uns, bevor Du erwachsen bist! für die Altersstufe 12+ Jahre enthalten.

## Ausgaben
- See How They Run. Penguin Books, Australia 1994 (englisch).

## Adaptionen
1999 wurde der Roman von BBC/ABC unter dem Titel See How They Run in der Regie von Graeme Harper als TV-Serie verfilmt, deren erste Episode 1999 vom Australian Film Institute (AFI) mit den Preisen ‚Best Children's Television Drama‘ und ‚Best Direction in a Television Drama‘ ausgezeichnet wurde.